# High Chaparral
High Chaparral (Originaltitel: The High Chaparral) ist eine Western-Fernsehserie, die von 1967 bis 1971 in 97 Folgen (ein Pilotfilm und 96 Episoden) für den US-Sender NBC produziert wurde.

## Handlung
Big John Cannon ist ein rauer Viehzüchter. Er bewirtschaftet die High Chaparral Ranch in Arizona in der zweiten Hälfte des 19. Jahrhunderts (die erste Folge spielt im Jahr 1863). Nachdem er bei einem Überfall seine Frau verloren hat, muss er sich zusammen mit seinem Bruder Buck um seinen Sohn Billy Blue und die Rinderherden kümmern. Ständig kommt es zu Konflikten mit Viehdieben und Indianern. Zu Beginn der Serie geht Big John ein Bündnis mit seinem ihm feindlich gesinnten Nachbarn ein, dem mächtigen Großgrundbesitzer Montoya. Dieser macht jedoch zur Bedingung, dass Big John seine temperamentvolle Tochter Victoria heiratet, damit das Bündnis auch familiär besiegelt wird. Nach der Hochzeit lebt auch Victorias Bruder Manolito bei den Cannons.

## Hintergrund
Die Serie basiert auf einer Idee von David Dortort, der zuvor auch schon den Klassiker Bonanza schuf.
Von März 1969 bis Juni 1972 liefen zunächst 45 Folgen im ZDF. 23 weitere Episoden folgten Mitte der 80er Jahre auf Sat.1. Im Jahr 1996 zeigte kabel eins erstmals die komplette Serie, wobei die 30 bis dato nicht gezeigten Folgen mit komplett anderen Sprechern synchronisiert wurden. Der frei empfangbare Sender Anixe HD zeigte die Serie 2010 erstmals in HD-Qualität.

## Synchronsprecher
| Rolle                       | Schauspieler     | Synchronsprecher                                                                       |
| --------------------------- | ---------------- | -------------------------------------------------------------------------------------- |
| Big John Cannon             | Leif Erickson    | Arnold Marquis (1. Stimme) Eberhard Mellies (2. Stimme)                                |
| Buck Cannon                 | Cameron Mitchell | Heinz Petruo (1. Stimme) Gerd Holtenau (2. Stimme)                                     |
| Manolito Montoya            | Henry Darrow     | Rolf Schult (1. Stimme) Frank Ciazynski (2. Stimme)                                    |
| Victoria Cannon             | Linda Cristal    | Renate Küster (1. Stimme) Cordula Hubrich (2. Stimme) Friederike Aust (3. Stimme)      |
| William 'Billy Blue' Cannon | Mark Slade       | Christian Brückner (1. Stimme) David Nathan (2. Stimme) Uwe Paulsen (3. Stimme)        |
| Sam Butler                  | Don Collier      | Wolfgang Amerbacher (1. Stimme) Ronald Nitschke (2. Stimme) Thomas Kästner (3. Stimme) |
| Don Sebastian Montoya       | Frank Silvera    | Hans W. Hamacher (1. Stimme) Fritz Decho (2. Stimme)                                   |

## DVD
High Chaparral ist in Deutschland als Gesamtausgabe auf 26 DVD erschienen. Die Einzelstaffeln 1 bis 3 werden mit jeweils 7 DVD angeboten und die 4. Staffel hat einen Umfang von 5 DVD. Zum 50. Geburtstag der Serien-Premiere erschien 2018 nochmal eine Komplettbox.

## Auszeichnungen
1970 erhielt Linda Cristal einen Golden Globe in der Kategorie „Beste Darstellerin in einer Fernsehserie – Drama“.